# Яблонка-Косьцельна
Яблонка-Косьцельна (пол. Jabłonka Kościelna) — село в Польщі, у гміні Високе-Мазовецьке Високомазовецького повіту Підляського воєводства.
Населення — 159 осіб (2011).
У 1975-1998 роках село належало до Ломжинського воєводства.

## Демографія
Демографічна структура станом на 31 березня 2011 року:
|          | Загалом | Допрацездатний вік | Працездатний вік | Постпрацездатний вік |
| -------- | ------- | ------------------ | ---------------- | -------------------- |
| Чоловіки | 85      | 23                 | 58               | 4                    |
| Жінки    | 74      | 13                 | 37               | 24                   |
| Разом    | 159     | 36                 | 95               | 28                   |